# لوگن (داکوتای شمالی)
لوگن(به انگلیسی: Logan) شهری در ایالت داکوتای شمالی کشور ایالات متحده آمریکا است که جمعیت آن در سرشماری سال ۲۰۱۰ میلادی، ۱۹۴ نفر بوده‌است.